# San Esteban (Södra Ilocos)
San Esteban (Bayan ng San Esteban) är en kommun i Filippinerna. Kommunen ligger på ön Luzon, och tillhör provinsen Södra Ilocos. Folkmängden uppgår till 7 174 invånare.
San Esteban är indelat i 10 barangayer.

## Bildgalleri

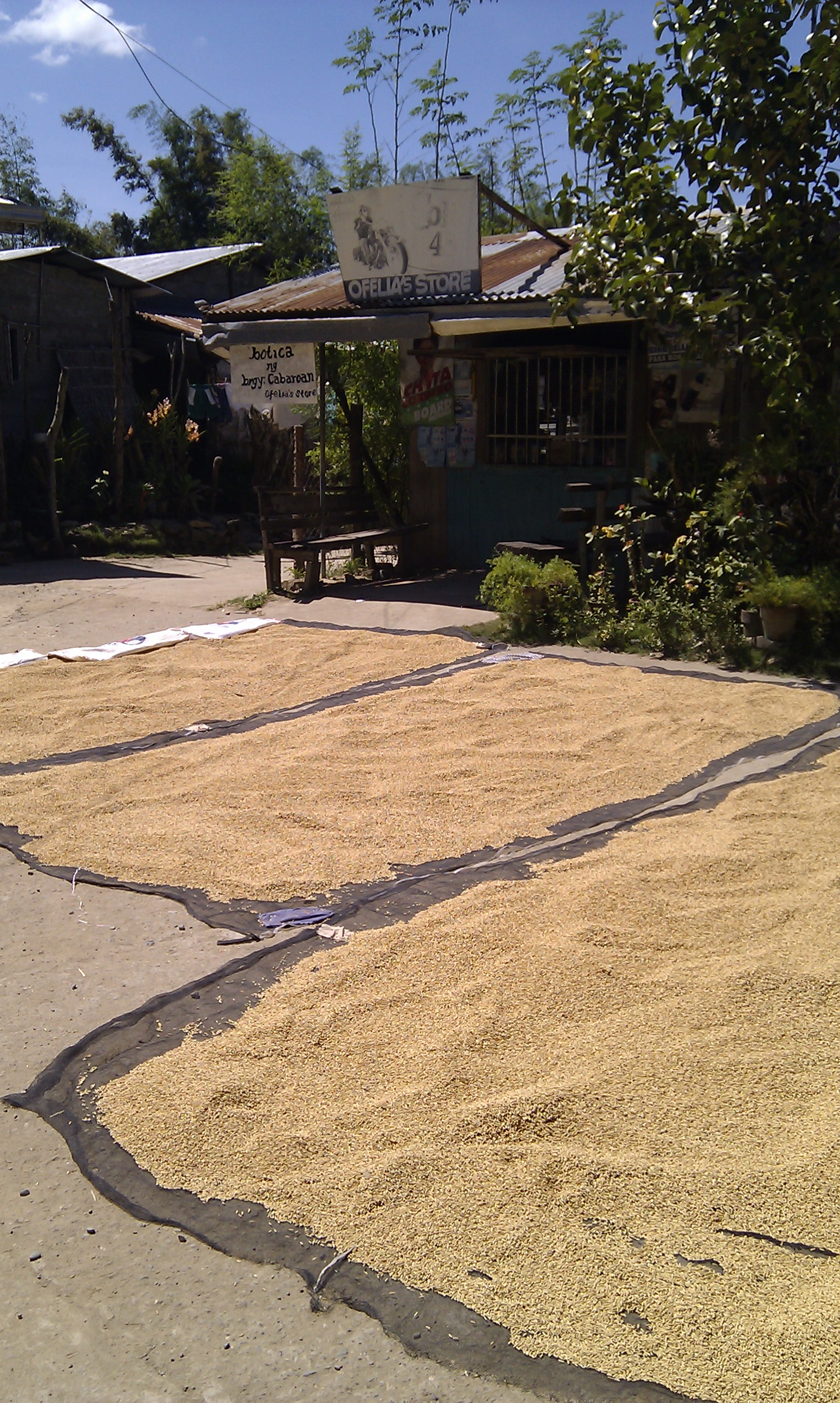